# Corcovado (Brasilien)
Der Corcovado (deutsch der „Bucklige“) ist ein 710 m hoher Berg im Stadtgebiet von Rio de Janeiro, Brasilien. Auf ihm steht die monumentale Christusstatue Cristo Redentor, die neben dem Zuckerhut als Wahrzeichen der Stadt gilt. Die im Jahr 1931 eingeweihte Statue ist 30 m hoch, inklusive Sockel beträgt die Höhe insgesamt 38 m. Die Statue wurde vom Bildhauer Paul Landowski gestaltet. Der Corcovado liegt im Nationalpark Tijuca und ermöglicht den Blick über Rio de Janeiro und die Guanabara-Bucht.
Eine Serpentinenstraße und eine Zahnradbahn, die Corcovado-Bergbahn, führen bis nahe unterhalb des Gipfels des Corcovado. Die letzten Meter bis zum Gipfel führen über eine Treppe mit 220 Stufen. Seit 2003 gibt es neben der Treppe auch Panorama-Aufzüge und Rolltreppen, um die Aussichtsplattform bei der Statue zu erreichen.
Der brasilianische Sänger Antônio Carlos Jobim hat dem Corcovado im Jahr 1960 ein gleichnamiges Lied gewidmet.
Einen Panoramablick auf Corcovado, Zuckerhut, Leblon, Ipanema, Jardim Botânico und Copacabana hat man vom Vista Chinesa.